# Александрово (Рязанский район)
Александрово — село в Рязанском районе Рязанской области России. Входит в состав Листвянского сельского поселения.

## География
Село Александрово расположено примерно в 17 км к юго-востоку от центра Рязани на левом берегу реки Листвянка.

## История
Александрово впервые упоминается в 1676 году как село, имеющее Троицкую церковь.
В 1905 году село относилось к Затишьевской волости Рязанского уезда и имело 32 двора при численности населения 297 человек.

## Население
| 1859 | 1906 | 2010  |
| ---- | ---- | ----- |
| 120  | ↗297 | ↗1121 |

## Транспорт и связь
Село Александрово расположено у автомагистрали М5 «Урал». На северной окраине села находится платформа Зеленово Московской железной дороги.
Село Александрово обслуживает одноимённое сельское отделение почтовой связи (индекс 390512).